# Timonius subsessilis
Timonius subsessilis är en måreväxtart som beskrevs av Theodoric Valeton. Timonius subsessilis ingår i släktet Timonius och familjen måreväxter. Inga underarter finns listade i Catalogue of Life.